# Bouteille de Bologne
Une bouteille de Bologne, également connue comme une fiole de Bologne ou une fiole philosophique est une bouteille en verre extrêmement résistante, souvent utilisée dans les démonstrations de physique et les tours de magie. L'extérieur est généralement suffisamment solide pour que l'on puisse enfoncer un clou dans un bloc de bois en utilisant la bouteille comme un marteau ; cependant, une simple égratignure à l'intérieur fait s'effriter la bouteille.
La bouteille de Bologne est créé en chauffant une bouteille en verre, puis en refroidissant rapidement l’extérieur tout en refroidissant lentement l’intérieur. Cela provoque une compression externe et une tension interne telles que même une égratignure à l'intérieur est suffisante pour briser la bouteille.
L'effet est utilisé dans plusieurs effets magiques, y compris le "Flacon du diable". [réf. nécessaire]

## Fabrication
Pour créer l'effet souhaité, les bouteilles sont rapidement refroidies à l'extérieur et lentement à l'intérieur pendant le processus de fabrication du verre. Cela rend l’extérieur extrêmement dur et l’intérieur souple et susceptible d’être endommagé, ce qui peut libérer de puissantes contraintes internes. Le verre n'est pas recuit,. Réchauffer le verre puis le laisser refroidir lentement enlèvera les propriétés uniques du verre.

## Les usages
En raison de la nature apparemment paradoxale du verre (à la fois extrêmement durable et extrêmement fragile), les bouteilles Bologna sont souvent utilisées comme accessoires dans des tours de magie, où elles peuvent être facilement brisées en agitant un petit objet à l'interieur.

## L'histoire
Mentionnée dans la publication de la Royal Society dans les années 1740, la bouteille de Bologne tire son nom de son lieu de découverte à Bologne, en Italie. Pendant cette période, un souffleur de verre créa une bouteille de Bologne en laissant la bouteille à l'air libre au lieu de la replacer immédiatement dans le four pour le refroidir (recuit). Cela produisit ce phénomène spécial, où la bouteille restait intacte même en tombant de loin sur le sol en brique, mais se romprait immédiatement si un petit morceau de silex était placé à l'intérieur.
Bien que la bouteille puisse résister à une forte force extérieure, les défauts extrêmement fragiles à l'intérieur de la bouteille l'empêchent d'être utilisée dans des applications pratiques.

## Voir également
- Larme de verre